# 奧弗布魯克 (堪薩斯州)
奧弗布魯克（英語：Overbrook）是一個位於美國堪薩斯州歐塞奇縣的城市。

## 地方資料
根據2020年美國人口普查的數據，奧弗布魯克的面積為1.41平方千米，當中陸地面積為1.41平方千米，而水域面積為0.00平方千米。當地共有人口1005人，而人口密度為每平方千米712.77人。